# GPD 5006
GPD 5006 — портативная игровая консоль, выпущенная в 2013 году китайской компанией GPD. Относится к седьмому поколению. Работает под управлением операционной системы Android 4.1 Jelly Bean, за счёт чего способна выполнять функции медиаплеера и планшета, а также поддерживает эмуляцию других игровых консолей.
Устройство имеет значительное внешнее и конструктивное сходство с Sony PlayStation Vita. Тем не менее, из-за особенностей китайского законодательства это не привело к юридическим последствиям для GPD и её партнёров.

## Описание
По сторонам от экрана расположилась пара крестовин с клавишами действий и направлений. Здесь же ниже находится пара аналоговых стиков, под которыми клавиши Start и Select. В верхней левой части можно обнаружить фронтальную 0,3-Мп камеру. На обратной стороне имеется 2 динамика и аналогичная камера. В центральной области имеется вставка с логотипом. На нижнем торце имеется слот для microSD-карточки максимальной ёмкостью в 32 ГБ. На верхней стороне консоли находится клавиша питания, все основные разъёмы, среди которых предназначающийся для зарядки, miniHDMI, miniUSB, а также 3,5-миниджек, кнопка Reset и качелька громкости. По углам имеются кнопки-курки L и R.
Производительность приставки неудовлетворительная: двухъядерный процессор Amlogic в сочетании с 1 ГБ оперативной памяти с трудом обеспечивает работу Android, а видеоускоритель плохо справляется с 3D-играми. Кроме того, он не подходит для ресурсоёмких эмуляторов таких систем как PSP, PlayStation, Sega Saturn.

## Программное обеспечение
Используется ОС Google Android 4.1 Jelly Bean, установлен магазин приложений Google Play. Предустановлен ряд игр, а также эмуляторы PlayStation, Nintendo 64, NES, GameBoy Advance и другие.

## Аналоги
Как и многие другие китайские гаджеты, выпускалась под несколькими локальными брендами. Эти устройства отличаются от оригинала лишь логотипами на корпусе — технически и программно они в точности совпадают с оригиналом.
- Exeq Set 2
- Soundtronix Warrior 2

## Обзоры
- Ирина Клементьева. Особый взгляд на Android-консоли: EXEQ Set 2. Habrahabr (19 октября 2014). Дата обращения: 5 января 2018.
- Айдар Габдулхаков. Обзор игровой мультимедийной приставки Exeq Set 2. Вспомни свою молодость. Мегаобзор (9 августа 2015). Дата обращения: 5 января 2018.
- Разбор приставки Exeq Set 2: большие возможности в 5-дюймовом корпусе. Zombie-Media (27 июля 2016). Дата обращения: 5 января 2018. Архивировано из оригинала 5 января 2018 года.
- Обзор Exeq Set 2 и Exeq Net 2: играть так играть. 4PDA (28 января 2014). Дата обращения: 5 января 2018.